# Stadionlaan (Utrecht)
De Stadionlaan is een straat in de Nederlandse stad Utrecht. De straat loopt van de Rubenslaan en Adriaen van Ostadelaan tot aan de Herculeslaan.
Een zijstraat van de Stadionlaan is de Laan van Minsweerd. In 1938 werd het viaduct in Rijksweg 22 aangelegd over de Stadionlaan. Aan de Stadionlaan bevindt zich de Stadionflat. De straat en de flat zijn vernoemd naar het ernaast gelegen Stadion Galgenwaard.

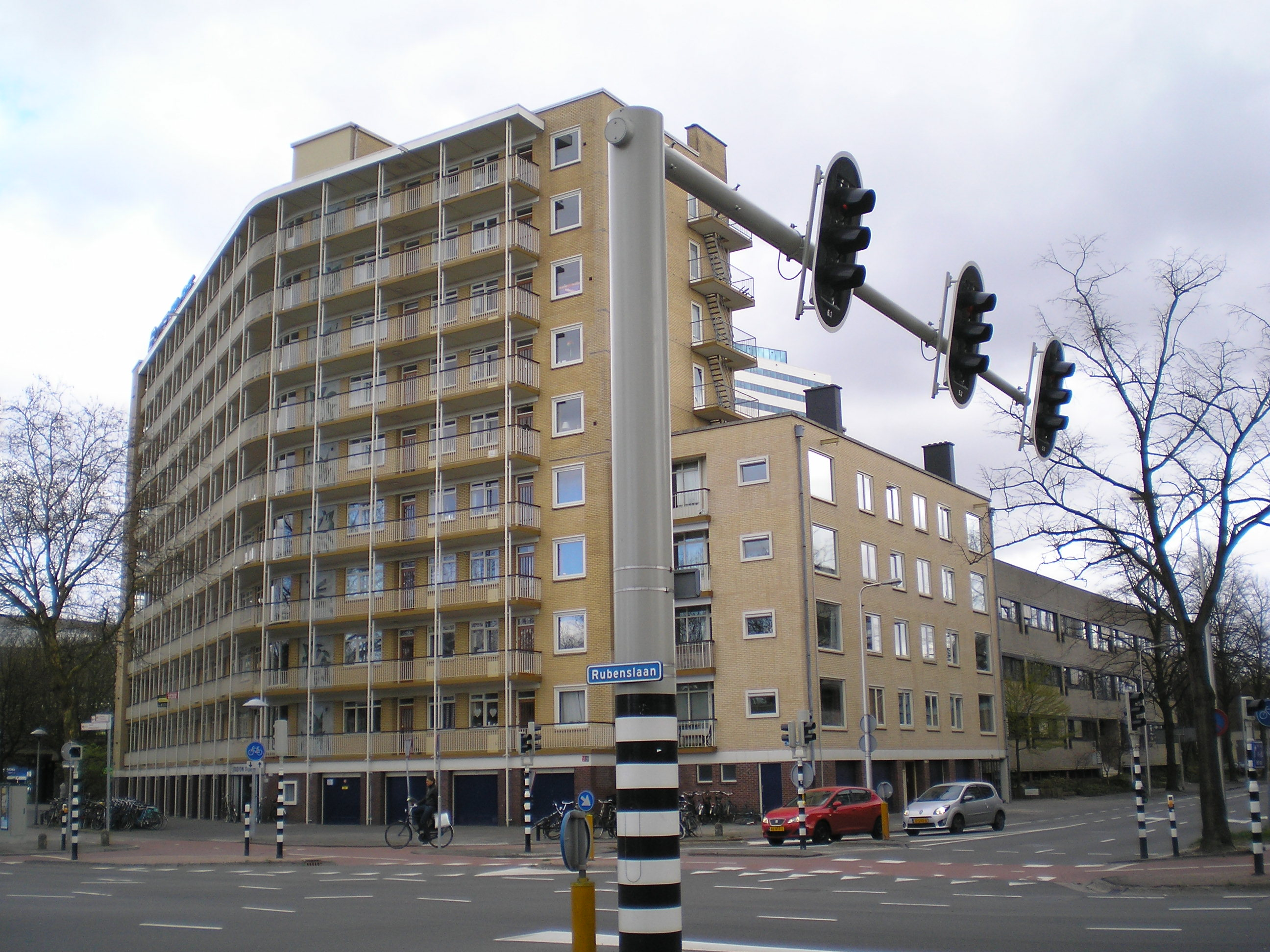
Stadionflat aan de Stadionlaan